# Antonín Jelínek (biskup)
Antonín Jelínek (* 11. července 1955, Frýdlant) je biskup Apoštolské episkopální církve katolické v ČR.

## Život
Antonín Jelínek je absolventem teologických fakult v Praze a Berlíně. V roce 1983 přijal kněžské svěcení v Církvi československé husitské. Pastorační službu vykonával v Přelouči, Mladé Boleslavi, Praze, Uhlířských Janovicích a Sázavě. V letech 1990 až 1992 pracoval v automobilce Škoda. V roce 2000 přestoupil do Starokatolické církve na Slovensku a od biskupa Apoštolské episkopální církve v Portugalsku Antonia José Da Costy Raposa přijal kněžské a poté i biskupské svěcení. Působil jako biskup české diecéze slovenské starokatolické církve (její název je Apoštolská episkopální církev katolická v ČR), poté ho v této funkci nahradil Vlastimil Šulgan. 
Antonín Jelínek je ženatý a má tři děti.